# 索尼娅·甘地
索尼娅·甘地（1946年12月9日—）是印度前总理拉吉夫·甘地之妻，印度国大党主席、前执政党领袖。2004年印度大选，在野多年的国大党意外胜出，5月16日国大党及其盟友本一致同意由国大党领导人索尼娅出任新一届印度总理；惟5月18日索尼娅表示不愿意出任，并提议由国大党元老、前财政部长曼莫汉·辛格出任；5月19日辛格被任命為新总理。

## 早年
索尼娅出生在意大利北部威尼托大区維琴察省一个叫卢夏纳的小镇，1965年在英国剑桥的一个语言学校学习，在此结识拉吉夫·甘地，1968年与拉吉夫结婚，随后移居印度，由于担心自己的意大利背景影响其丈夫拉吉夫的政治前途，在婚后的15年即1983年，索尼娅放弃意大利国籍转而申請印度籍，成為該國公民。

## 从政

索尼娅·甘地

1991年5月21日，时任印度国大党主席丈夫拉吉夫在竞选集会遭暗杀，而直到此时索尼娅还一直未曾涉足政坛。随着丈夫拉吉夫――家族惟一的接班人的去世，一直由尼赫鲁-甘地家族领导的国大党此时群龙无首。失去国人中神圣家族光环的国大党开始走下坡路，党内斗争和腐败丑闻不断曝光，却没有人能挽国大党于末路。1996年大选中，国大党變成在野党。索尼娅遭遇到来自政界、特别是国大党方面的關注與压力，在这非常时期，必须由她来担当领导国大党的历史重任。而此时的索尼娅在印度的政治地位还是扑朔迷离，反对她的人总是给她揭短，客观上作为国外出生的她，直到涉入政坛以前，她几乎不会说印地语，反对者借此进行渲染，除了家族的名誉，她没有资格担任印度总理。让索尼娅无法容忍的是，印度人民党自上台后，就向她和她的家族展開攻訐，她需要用勇气和胆识去捍卫家族的名声。在“从政国大党”的急切呼声中，“痛恨政治”的索尼娅于1997年5月宣布加入国大党。
1998年大选后，国大党惨败，主席凯斯里宣布辞职，并再次敦请索尼娅出任主席。3月14日，国大党工作委员会宣布了决议，任命索尼娅为国大党主席，决议立即生效，由過去一年輪任制改為政黨制。她开始进入了政坛，成为国大党领袖，也只有具有极大家族名望的索尼娅才可以复兴国大党。
进入政坛后的索尼娅，极力支持子女从政并安排他们的歷練，其子拉胡爾·甘地及女儿普里扬卡·甘地·维德拉已经凸现其政治领袖的能力。2004年印度大选国大党出乎意外获得胜利，索尼娅·甘地本可以成为尼赫鲁－甘地家族的第四位总理，也可以成为印度历史上第一位外国出生的总理，她最終选择了不出任，並提名前財長辛格出任總理，而辛格亦成為首位出身錫克教徒的印度總理。
2006年3月23日，索尼娅·甘地宣布同时辞去国家咨询理事会主席的职务和退出其议会中的席位。因为印度反对党反對索尼娅·甘地身为议员卻兼任政府中的其它职务，是屬违法。后她在竞选中重新获得这一席位。
2017年將國大黨主席之位交予兒子拉胡爾，2019年拉胡爾因未能帶領該黨取得大幅議席進賬（議席仍未及總數十分之一）而辭職，隨後索尼娅再度擔任此職直至2022年。